# فرسان المناخ (مسرحية)
مسرحية فرسان المناخ عرضت عام 1983 وهي أول مسرحية كويتية اقتصادية تتمحور حول قضية مسّت أفراد المجتمع الكويتي والتي أثارت جدلاً واسعا ًبين المجتمع الكويتي والمجتمع الخليجي عموماً. والقضية كانت أزمة سوق المناخ والتي انتهت بخسائر بلغت حوالي 26,7 مليار دينار كويتي (94 مليار دولار أمريكي), وهي من تأليف الفنان عبد الحسين عبد الرضا الذي تضرر شخصياً خلال تداولاته في سوق المناخ. وقد عرضت المسرحية في الكويت وقطر والبحرين والإمارات.

## قصة المسرحية
تحكي القصة عن الطفرة النفطية لدول الخليج في نهايات السبعينات وبداية الثمانينات حيث ارتفع سعر النفط بشكل متواصل حتى سجلت دول الخليج فوائض مالية كبيرة لذلك تدفقت الأموال على البورصة بشكل كبير حتى فتح مكتب لتداولات الاسهم في مكتب شبه موازي وتم تسميته بسوق المناخ والتي تدفقت فيه الاموال بشكل كبير ومن جميع شرائح المجتمع الكويتي تقريباً وأيضا الاجانب المقيمين وبعض الافراد من دول الخليج وزادت المضاربات المحمومة وزاد البيع والشراء بالآجل حتى وصلت لأرقام فلكية حتى لم يستطع المتداولون تسديد ديونهم بالشيكات الآجلة مما جعلهم يبيعون الأسهم بأي سعر خيالي مما جعل السوق يتكبد خسائر مالية قدرها 22 مليار دولار.
استعرضت المسرحية بشكل مفصل تلاعب مكاتب التداول برفع أسهم معينة وبيعها بعد دخول المتداولين الصغار وتأسيس شركات بشكل كبير جداً وبعضها بأسماء وهمية بعض الأحيان مما جعلهم يحتارون في اختيار الأسماء في بعض الأحيان، واستعرضت المسرحية الحياة المخملية للتجار بعد تحقيق الأرباح يذهبون في سهرات حمراء بسبب البذخ والربح الخيالي الذي حققوه من السوق، إضافة إلى سحب السوق لجميع شرائح المجتمع البدوي والقروي والاجانب والشباب وكبار السن ومختلف شرائح المجتمع من أطباء ومدرسين ورجال شرطة وغيرهم.
المسرحية أظهرت ابداع وحرفنة الفنان عبد الحسين عبد الرضا وذلك باختيار الشخصيات وابداع عرضها والسيناريو والحوار الرائع جداً والذي اظهر مزيج من الضحك والواقعية القريبة جداً لأحداث سوق المناخ من بداية طفرتها حتى ظهور آثار نتائجها على المجتمع الكويتي وكانت المسرحية متماسكة من حيث المضمون.

### أبطال المسرحية
تعد مسرحية فرسان المناخ فريدة من نوعها بين المسرحيات الكويتية من حيث عدد الفنانين والممثلين وكذلك ظهور العديد منهم في أكثر من شخصية خلال المشاهد المختلفة للعمل.
- عبد الحسين عبد الرضا في دور التاجر منصور بوحظين وبوراشد من البحرين والمطرب صاحب شراد والشاب مناخ والشايب بوعدنان.
- غانم الصالح في دور التاجر علي بوتيله والأعمى بومرزوق والدكتور و المحاسب حمدي الفيومي والشايب بوصلاح.[4]
- عبد العزيز النمش في دور العجوز أم فرج ووفتاة الليل وردة.[5]
- إبراهيم الصلال في دور الشايب بوفرج والملحن و مستر إدوارد والأعمى بومرزوق وأبوالعبد من فلسطين ووكيل الوزارة وبوخالد عضو مجلس الأمة.[3]
- محمد السريع في دور التاجر نايف الأبجر والوزير بومحمد والضابط.[6]
- داود حسين في دور تاجر الأسهم صخي الديك وتاجر المجوهرات زهير والتاجر بوخالد.[7]
- استقلال أحمد في دور الزوجة نورة والفتاة العاشقة نخوة.[8]
- محمد المنيع في دور رئيس مجلس إدارة البنك والتاجر بوجاسم والتاجر المفلس بوعادل ورئيس مجلس الأمة.[9]
- عبد الإمام عبد الله في دور الدلال بوبدر وبوعبود من البحرين وعضو مجلس الأمة.[10]
- حسن عبد الرسول في دور بوخلفان من البحرين والخبير مروان وعضو المجلس.[11]

### كلمات أوبريت نخوة ومناخ
كلمات وألحان: الموسيقار أحمد باقر
نخوه يا حبي الذي كل يوم يكبر.. يا مناخ الروح يا مناخ الروح.. يا مناخ الروح.. (وتكررها) .. يا حبي الكبير.. وينج انتي والله لا ما شفتج أخسر غيبتج عني.. غيبتج عني.. غيبتج عني ترجعني فقير.. 
أنا ولا انته الذي طبعك تغير.. أدري عنك تلحس اللقمة وتطير.. جنك الي طول عمره ما تبخر.. بس تبخر واحترق..
لا ما يصير.. أحترق في نار حبج وأتحمر.. وأتحمشلج مثل خبز الخمير.. كله ركضه وماكو راحة شلون تقدر؟.. كله طاير صج انك بو بشير.. بو بشير؟ 
بو بشيرج فوق نور سراجج أفتر.. أحرق اجناحي شلون ولا أقدر أطير.. أنا من حقه أراكض وانتي أخبر.. باجر تلبسين ألماس وحرير.. باجر نحقق أملنا ونتطور.. نفرش الديباج ونقط الحصير.. وأشتريلج باخرة.. حق طلعة البر.. آه منك قطو طقيته بمصيد.. والزواج شلون؟ شي ما قد تكرر.. ما علمج.. ليش علمني شيصير؟.. 
أول الزينة تشب من غير ميتر.. أسحب انجوم السما بأمر الوزير.. وعربانه من ذهب فيج اتمختر.. ولازم ايرونها درزن حمير..والأكل؟ من هالدواجن ما تيسر.. والذبايح؟ قولي خمسمية بعير.. والمشاريب اسطرو خمسون تنكر.. من عصير.. أشكال.. شي چنه عصير.. يا حلاتك عاد لي قمت اتغشمر.. خل أكمل واسمعيني للأخير..
والله لبنيلج قصر في الدب الأكبر.. ولا في المريخ ونصعد بالأثير.. نصعد ونصعد مثل سهم الكلنكر..لي صعد بالسوق تسمع له صفير.. وكلها أيام واجب انه نتصبر.. چيكنا الي بالأجل حجمه خطير.. بنتصبر.. يا مناخ أمرك مطاع.. قوليك أقنعني ولا عندي دفاع.. 
يا نخوخو أنا عايش في صراع بين حبج والسهم.. تفكيري ضاع.. يعني حبك.. والحجي هذا خداع.. لا يا نخوه خلني أنا أشرحلج.. سماع..
من شعاعج أنا لميت الشعاع.. ومن شعاعج أنا لميت الشعاع.. 
وانته زودت السعر والكل باع..
ومن بياضج شب الأبيض ارتفاع.. والفجيرة فجرت حبك وشاع.. ومن قوامج هز يا وز وصار قاع.. 
وانته صرفته بقدر المستطاع.. 
نار حبج نخوتي تلسع لساع..من حراره هالحديد الصلب مات..
بالتجارة ما يفوز إلا الشجاع.. نخوتي حق الفقر قولي الوداع.. الخردة حلوة.. وأنا عندي ثروة سوق المناخ مسويها.. آاه.. الخردة دلوه متروسة حلوة.. وين الي يقضب عراويها..